# San Marinos historia

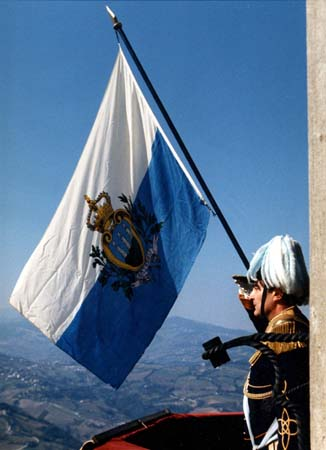
En sanmarinsk soldat med San Marinos flagga.

San Marinos historia är rätt typisk för både Europa och Italienska halvön. San Marino är en av de få kvarvarande stadsstaterna.

## Rötter
San Marino är världens tredje minsta stat, och världens äldsta republik. Enligt traditionen skall San Marino ha grundats år 301 (alternativt runt år 350), när en kristen stenhuggare vid namn Marinus, som landet är uppkallat efter, flydde från Rab i Dalmatien, efter förföljelserna under Diocletianus. Marinus kom till Monte Titano, som är San Marinos högsta punkt, där han bildade ett litet samhälle och fortsatte med stenhuggeri och att sprida kristendomen. Markägaren, som var en sympatisk kvinna ifrån Rimini, lämnade marken åt de kristna bergsmänniskorna. 
Man är säker på att marken åtminstone är bebodd från förhistorisk tid. Men bevis på att den skulle ha funnits människor på Monte Titano kan bara spåras till medeltiden.

## Under den feodala eran

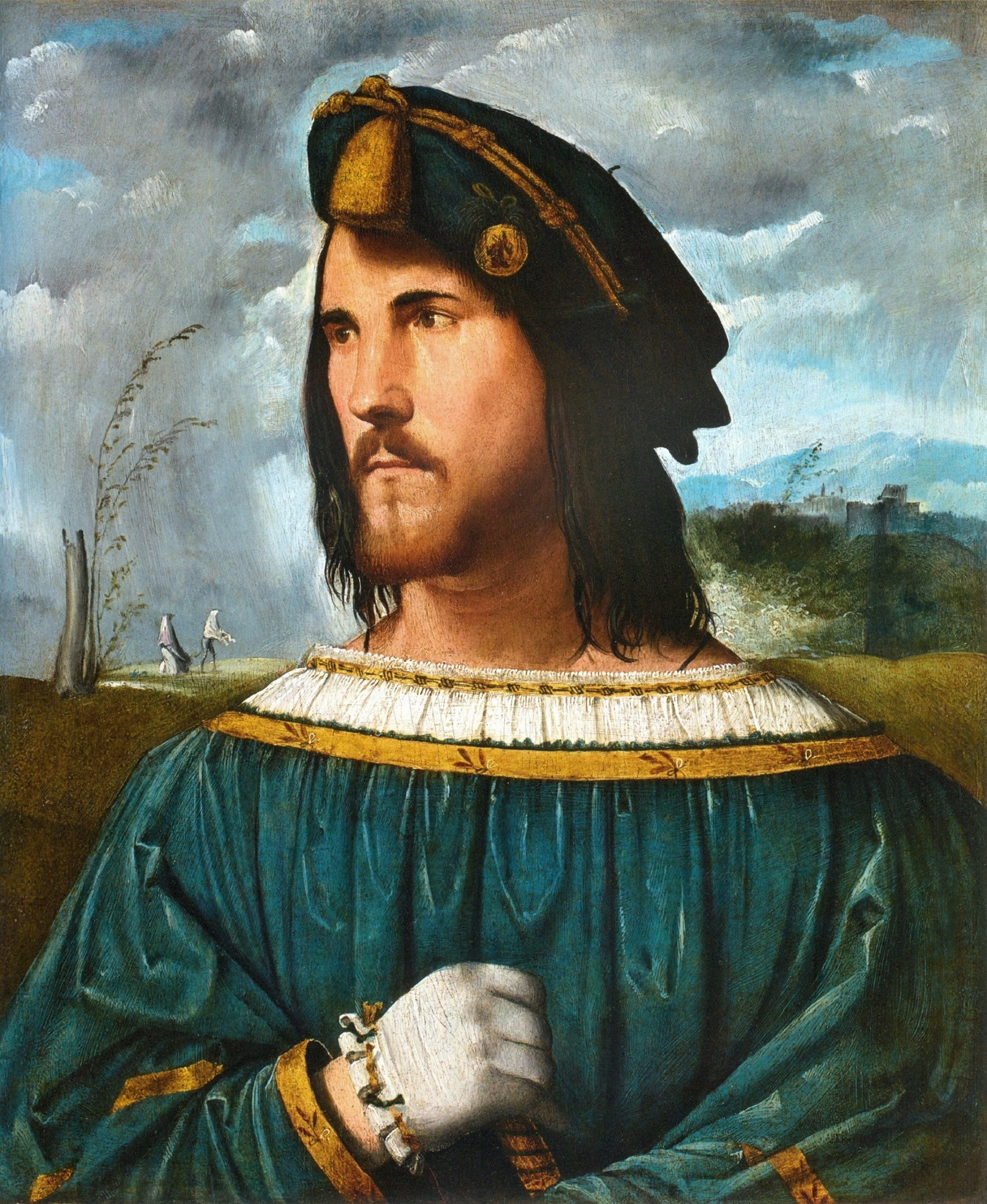
Cesare Borgia tog kontroll över landet 1503.

Några av dem som tidigt försökte erövra republiken San Marino var herrarna till Montefeltro, släkten Malatesta av Rimini och herrarna till Urbino, men ingen av dessa hade framgång. 
Landarealen i San Marino bestod endast av Monte Titano ända fram till 1463, då landet ingick i en allians mot Sigismondo Pandolfo Malatesta, hertig av Rimini, som senare besegrades. Som ett resultat gav påven Pius II San Marino några slott och städerna Fiorentino, Montegiardino och Serravalle. Senare samma år anslöt sig staden Faetano till republiken på eget initiativ. Sedan dess har storleken på San Marino varit oförändrad. 
San Marino antog sin skriftliga konstitution den 8 oktober 1600. San Marino stod inför många potentiella hot och ockupationsmakter. Därför skrevs ett fördrag om skydd år 1602 med påven Clemens VIII. Fördraget trädde i kraft år 1631. 
San Marino har varit ockuperat av utländska militärmakter tre gånger i sin historia, men i alla tre fall bara under en kortare tid. Två av dessa perioder var under den feodala eran, och den sista under andra världskriget. 1503 ockuperade Cesare Borgia republiken fram till sin död några månader senare. Den 17 oktober 1739 ockuperades landet av Giulio Alberoni, påvlig guvernör och kardinal av Ravenna. Han hade – med hjälp av rebeller – med militärt våld ockuperat landet och infört en ny författning. Ockupationen var i strid mot beslut av påven Clemens XII. Alberoni försökte tvinga San Marino att överlämna landet till Kyrkostaten. Men genom protester och hemliga kontakter med påven lyckades de få sina rättigheter och sin självständighet erkänd av påven.

## Första världskriget
Medan Italien förklarade krig mot Österrike-Ungern i första världskriget den 23 maj 1915, förblev San Marino neutralt. Italien misstänkte att San Marino kunde vara infiltrerat av österrikiska spioner som skulle kunna få tillgång till den nya radiotelegrafstationen och försökte därför etablera en avdelning av Carabinieri på dess territorium och sedan dra in telefonförbindelserna.
Två grupper, bestående av 10 volontärer i varje, gick med de italienska styrkorna i striderna på den italienska fronten. Den första som soldater och den andra som en medicinsk kår som bedrev ett av Röda korsets fältsjukhus. Det var detta sjukhus som senare orsakade att de österrikiska myndigheterna valde att avbryta de diplomatiska förbindelserna med San Marino.
Propagandaartiklar dök upp i New York Times så tidigt som 4 juni 1915 och hävdade att San Marino hade förklarat krig mot Österrike-Ungern, detta var dock ett falskt påstående och republiken gick aldrig med i kriget.

## Mellankrigstiden
Den politiska turbulensen i San Marino påverkades av händelserna i det fascistiska Italien, och resulterade i juni 1921 i mordet i Serravalle på den italienska läkaren och fascistiska sympatisören Carlo Bosi av lokala vänsteranhängare. Mordet ledde till fördömanden av den omgivande italienska befolkningen och hot om repressalier från italienska squadrister. Regeringen beslutade att be Italien om hjälp i form av en avdelning med 30 Carabinieri. Liksom i Italien tog fascisterna så småningom över regeringen i San Marino, det Sammarinesiska fascistpartiet fick majoritet, vilket ledde till att den socialdemokratiska tidningen Nuovo Titano upphörde med utgivningen.
1930-talet var en tid av fokus på offentliga arbeten och den nygamla republikens ekonomi, med byggandet av San Marino-Rimini-järnvägen som anslutits till det italienska järnvägsnätet och modernisering av landets infrastruktur som banade väg till landets nuvarande status som ett viktigt turistmål. 

## Andra världskriget
San Marino hölls sig neutralt under hela andra världskriget men invaderades av både Tyskland och Storbritannien under 1944.

## Efter 1945

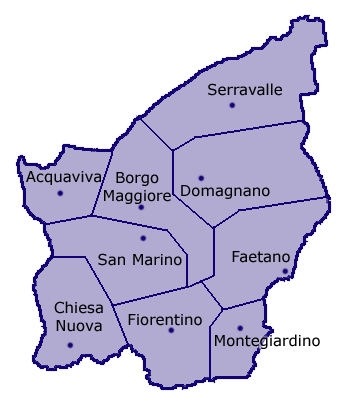
Administrativa divisioner i San Marino.

Efter andra världskriget blev San Marino det första landet i Västeuropa att styras av ett kommunistiskt parti, Partito Comunista Sammarinese (PCS). Partiet ingick en koalition med San Marinos socialdemokratiska parti, Partito Socialista Sammarinese (PSS). Koalitionen kom till makten genom demokratiska val. Koalitionen varade från 1945 till 1957, då Rovereta-affären inträffade. Strax efteråt, 1960, fick kvinnorna rösträtt. 
San Marino anslöt sig till Europarådet som fullvärdig medlem år 1988 och fick ordförandeskapet för organisationen under första halvåret 1990. San Marino blev medlem i FN 1992. 2002 undertecknade San Marino ett fördrag med OECD (Organisationen för ekonomiskt samarbete och utveckling), fördraget skulle bidra till en större insyn i bank- och skattefrågorna för att bekämpa skatteflykt.
Abort legaliserades i landet 2021 efter en folkomröstning. Abort var förbjudet i San Marino sedan 1865.

## Vandringssägen
Det finns en vandringssägen som säger att San Marino och Sverige ska ha varit i krig sedan Napoleonkrigen och att fred inte slöts förrän på 1970-talet; även trettioåriga kriget har använts som ursprung till denna påstådda konflikt. Svenska utrikesdepartementet förnekar att något fredsavtal har slutits eftersom det inte har varit något krig mellan de två länderna. Det finns heller inte något bevis för varken krigs- eller fredsförklaringar. Det faktum att Sverige och San Marino haft diplomatiska förbindelser sedan 1921, och att San Marino förhållit sig neutrala i samtliga väpnade konflikter sedan 1463, talar emot förevändningen att krigstillstånd varat under så lång tid - rent folkrättsligt så räcker att två länder anser sig vara i krig med varandra för att så skall vara, något som ingendera part givit något uttryck för.